# ユンナンイモリ
ユンナンイモリ（学名：Cynops wolterstorffibr、英：Yunnan lake newt）は、イモリ科イモリ属の絶滅種である。英名Wolterstorff's newtとしても知られる。中華人民共和国雲南省の滇池近辺でのみ見つかっている。浅い湖水や隣接する淡水の生息地で見られる。広範囲の探索に関わらず、1979年以降見つかっていないため、絶滅したと考えられている。絶滅の原因は生息地の喪失、汚染、外来種であると考えられている。

## 語源
種小名wolterstorffiは、ドイツ人の地質学者で爬虫両棲類学者のウィリー・ヴォルターストルフを称えてつけられたものである。